# Толіни

Запропонована формула субструктури толінів Титана.

Толіни (від дав.-гр. θολός — мутний, неясний) — органічні речовини, лінії поглинання яких виявлені у спектрах багатьох крижаних тіл зовнішньої Сонячної системи. Вважається, що вони є сумішшю різних органічних кополімерів, утворених в атмосфері з простих органічних сполук, таких як метан і етан, під дією ультрафіолетового випромінювання Сонця. Вважається, що толіни є хімічними попередниками життя. Толіни не утворюються природним способом на Землі на її сучасному етапі розвитку. Зазвичай мають червонувато-коричневий чи коричневувато-оранжевий відтінок. Маса молекул толінів в атмосфері Титана досягає 8000 а. о. м., для порівняння маса молекул ДНК від близько 995 000 а. о. м. (у 124 рази більше) до 109 а. о. м., а пептидів до ~10 000 а. о. м., однак, на відміну від них, толіни є простішими, оскільки не формуються за наявності кисню, тобто не містять цього елемента, маючи загальну формулу CxHyNz.
Термін «толін» введений астрономом Карлом Саганом, для опису речовини, отриманої ним в експериментах Міллера — Юрі з газовими сумішами, які наявні в атмосфері Титана. Цей термін не є точно узгодженим, але в цілому часто вживається для опису червонуватих органічних компонентів на планетарній поверхні.

## Походження та розташування

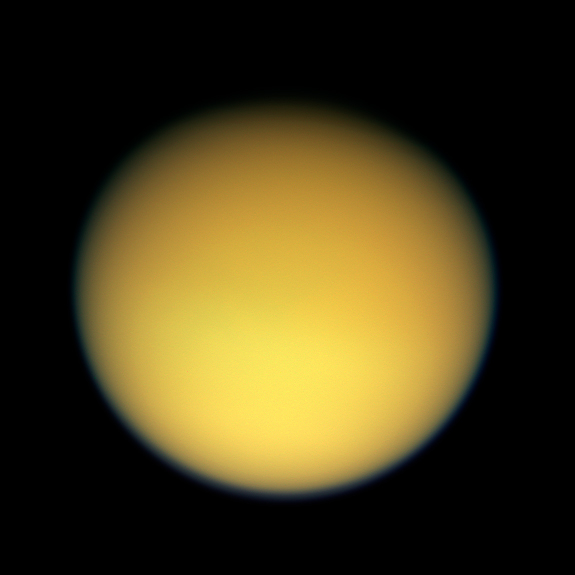
Мутний серпанок оранжевуватого кольору в атмосфері Титана, що містить толіни. Фотографія в натуральних кольорах зонда «Кассіні».

«Титанові толіни» та «тритонові толіни» є органічною речовиною з високим вмістом азоту, що утворилася в результаті опромінення газової суміші азоту і метану, оскільки переважна частина атмосферного складу в обидвох випадках припадає саме на азот, з невеликою домішкою метану і дуже малою часткою слідів інших газів. Цей атмосферний тип толінів відрізняється від «крижаних толінів», які утворюються при опроміненні клатратів води і органічних сполук, таких як метан або етан. Плутино Іксіон має значною мірою такий склад.
Поверхні комет, кентаврів і деяких крижаних супутників зовнішньої Сонячної системи, таких як Тритон чи Умбріель, містять поклади різновидів як атмосферного типу толінів («титанових» і «тритонових»), так і крижаних толінів.
Деякі транснептунові об'єкти, такі як Седна, деякі об'єкти з поясу Койпера, такі як Орк або Макемаке, і деякі плутино, як 38628 Гуйя, містять толіни. У кільцях Сатурна є сліди домішок толінів у водяному льоді.
Мутність та оранжево-червоний колір поверхні кентаврів ймовірно викликані наявністю толінів.

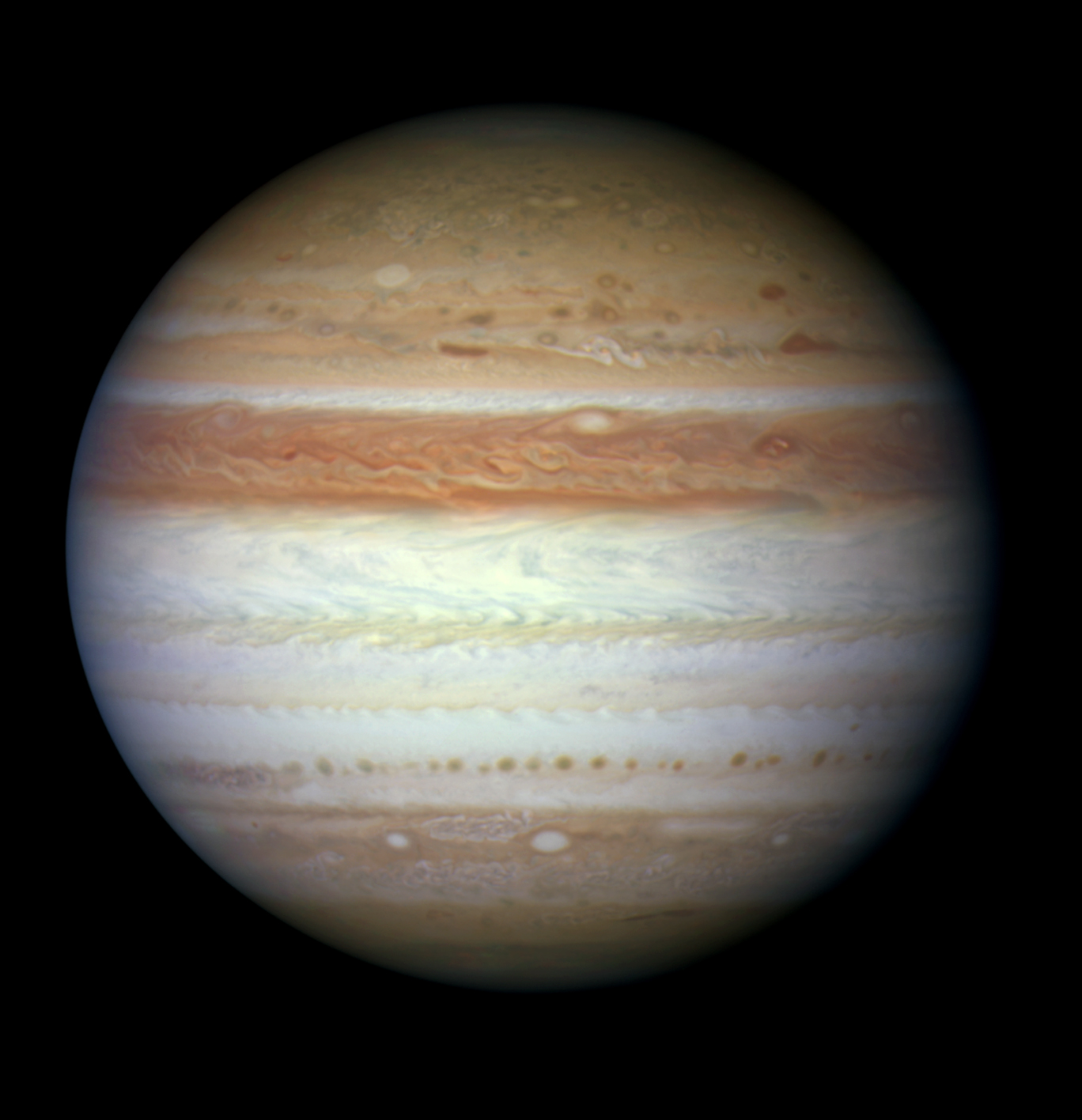
Коричневуватий відтінок деяких ділянок атмосфери Юпітера може бути викликаний наявністю толінів. Фотографія в натуральних кольорах у видимому світлі телескопа «Габбл».

В результаті експерименту, виконаного Карлом Саганом, який (доволі тривіально) симулював нижні шари атмосфери Юпітера, в ній передбачається наявність толінів. Раніше висловлювалися припущення про наявність толінів як у атмосфері Юпітера, так і Сатурна. На галілеєвих супутниках Ганімеді та Каллісто передбачається наявність деякої кількості толінів на поверхні за результатами місії космічного апарата «Галілео».
Деякі дослідники припускають, що на розвиток життя на Землі на ранній стадії, можливо, вплинули комети з високим вмістом толінів, які занесли сировинний матеріал, необхідний для розвитку життя (див. також Експеримент Міллера — Юрі). Слід відмітити, що в експерименті застосовувалася напруга до 60 кВ, в той час як напруга блискавок в атмосфері Землі може досягати 1 ГВ, а енергія блискавок на Юпітері може перевищувати енергію найпотужніших земних у 10 разів. На сучасному етапі розвитку, починаючи з кисневої революції близько 2,4 млрд років тому, толіни не існують через окиснювальні властивості вільного кисню, що є компонентом земної атмосфери.

## Утворення та властивості

Схема утворення толінів в атмосфері Титана на висоті ~1000 км.

Теоретична модель пояснює формування толінів дисоціацією та іонізацією молекулярного азоту і метану енергетичними частинками і сонячним випромінюванням, формуванням етилену, етану, ацетилену, ціанистого водню та інших маленьких простих молекул і маленьких позитивно заряджених іонів, подальшим формуванням бензолу та інших органічних молекул, їх полімеризацією та формуванням аерозолю важчих молекул, які згущуються і виносяться на планетарну поверхню.
Толіни, що сформувалися при низькому тиску, часто містять атоми азоту у внутрішній частині молекули, в той час як для толінів, які сформувалися при високому тиску, ймовірнішим є розташування атомів азоту на кінцях молекули. Групою французьких вчених було отримано близько 200 різновидів толінів у спеціальних реакторах, що симулюють атмосферу Титана. Поки що не до кінця зрозуміло, по якому шляху речовини будуються. Результат аналізу коефіцієнта ізотопів вуглецю виявився несподіваним. Толіни, отримані в лабораторних умовах, не були збагачені легкими ізотопами, незважаючи на складність самих молекул. Хоча відомо, що легші ізотопи хімічних елементів легше вступають в реакції та швидше будують молекули.
Толіни можуть бути ефективним екраном від ультрафіолетового випромінювання, захищаючи поверхню планети, а також, ймовірно, можуть навіть формувати амінокислоти на поверхні планети. В одному з експериментів проба тілинів опромінювалася м'яким рентгенівським випромінюванням, після чого у пробі було виявлено аденін, який є складовим елементом ДНК. Для інфрачервоного випромінювання толіни практично прозорі.
У (доволі тривіально) просимульованому середовищі толінів Юпітера, отриманих в експерименті Карлом Саганом, був виявлений 4-кільцевий хризен, a переважаючими для цієї суміші є поліциклічні ароматичні вуглеводні з 4 і більше бензольними кільцями, рідше з меншою кількістю кілець. Поліциклічні ароматичні вуглеводні в свою чергу є набагато простішими сполуками, ніж толіни.
Багато ґрунтових бактерій можуть використовувати толіни як єдине джерело вуглецю. Ймовірно, толіни були первинною мікробною їжею для гетеротрофних мікроорганізмів перед появою автотрофів. Існують теоретичні розрахунки, виходячи з яких мікроби які, можливо існують на Титані, харчуються толінами, що падають на них з неба.

## Виявлення
Толіни були виявлені в протопланетному диску, що оточує зорю HR 4796 A віком 8 млн років, розташовану на відстані 220 світлових років від Землі. Для виявлення використовувалась камера ближньої інфрачервоної області та спектроскоп космічного телескопа Габбл. Через півроку, інша група вчених показала, що доволі близька спектральна картина, як від толінів, може бути отримана від дрібних пористих частинок зі звичайних різновидів космічного пилу (аморфні силікати, аморфне залізо і водяний лід), вказуючи тим самим на те, що наявність складних органічних сполук у диску HR 4796A не є обов'язковою.